# Blachownica

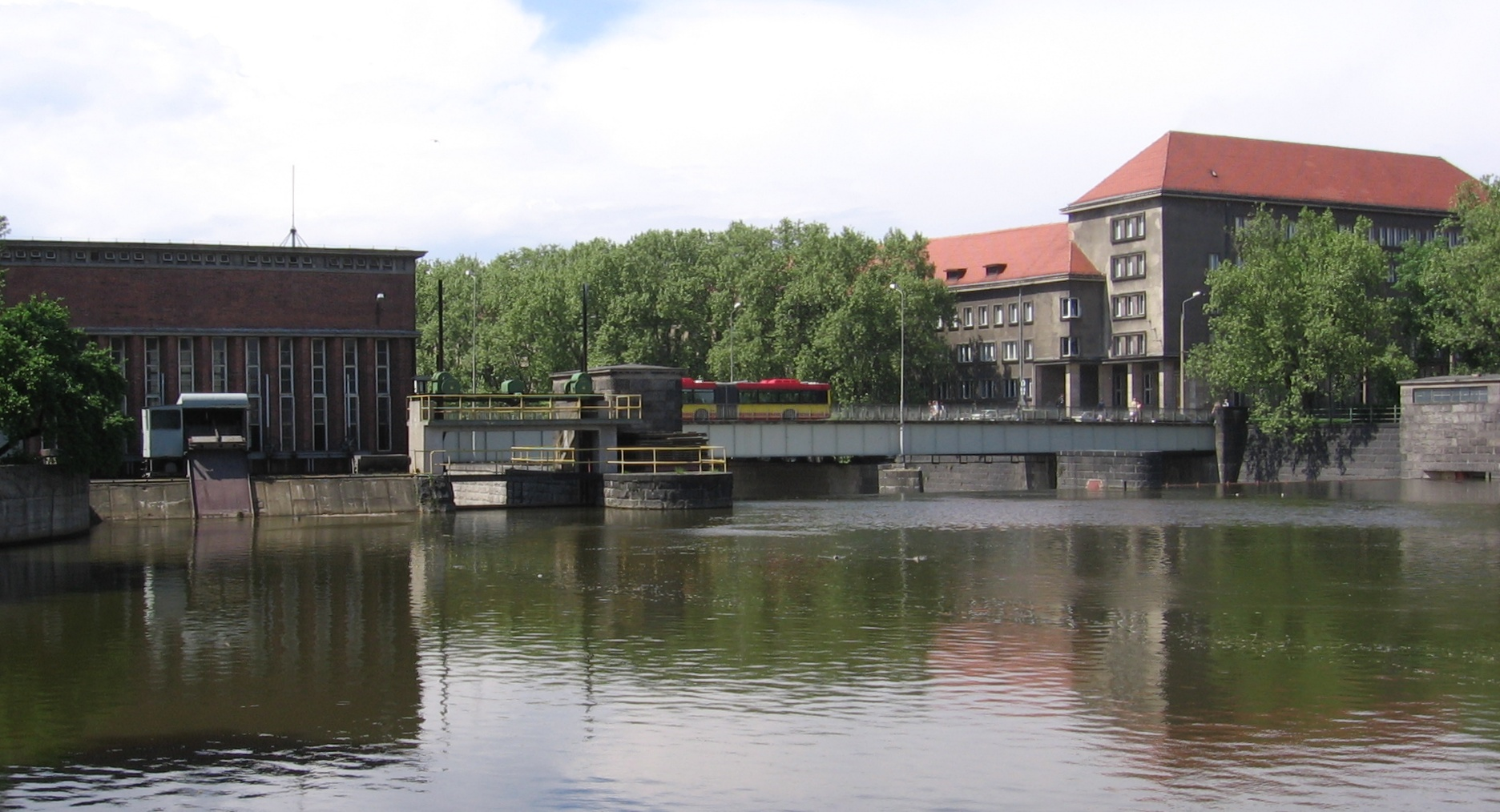
Blachownicowy most Pomorski Północny we Wrocławiu

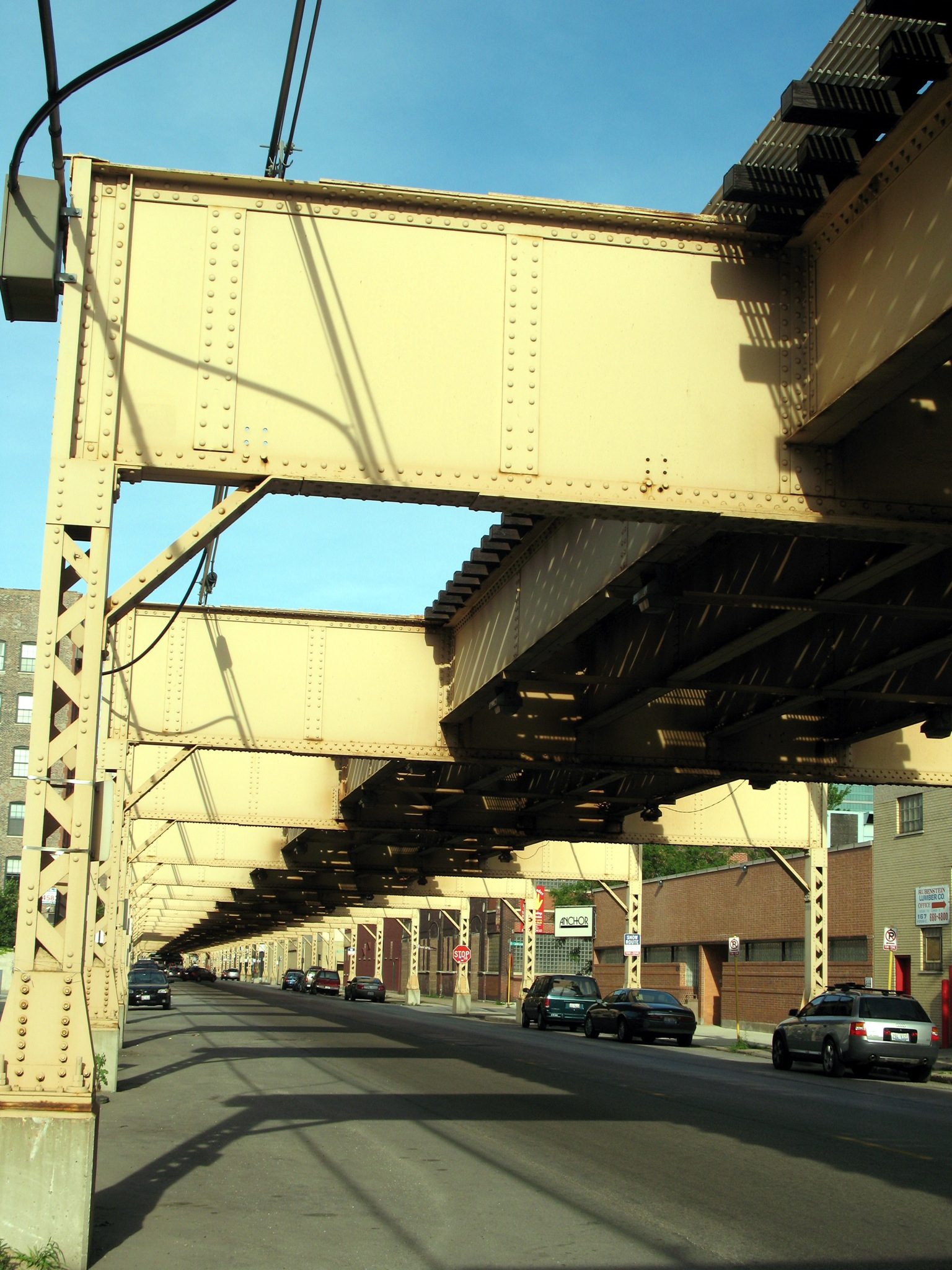
Blachownicowy (nitowany) wiadukt kolejowy nad Lake Street, Chicago, Illinois

Blachownica – dźwigar złożony, zbudowany z blach połączonych w przekrój odpowiedni do wymagań konstrukcyjnych i usztywniony żebrami położonymi poprzecznie w stosunku do osi dźwigara.
Blachownice mogą mieć przekrój otwarty, np. dwuteowy lub zamknięty (skrzynkowy). Poszczególne elementy łączono niegdyś przy pomocy nitów lub śrub, współcześnie blachownice są zwykle spawane. Spotyka się konstrukcje mostowe blachownicowe z żelbetową współpracującą konstrukcyjnie płytą mostu. 
Blachownica to również okładzina stosowana w górnictwie wykonana z blachy falistej lub tłoczonej.